# Hunter Henry
Hunter Henry (* 7. Dezember 1994 in Little Rock, Arkansas) ist ein US-amerikanischer American-Football-Spieler auf der Position des Tight Ends. Derzeit spielt er bei den New England Patriots in der National Football League (NFL). Zuvor stand Henry bei den San Diego/Los Angeles Chargers unter Vertrag.

## Frühe Jahre
Henry ging in seiner Geburtsstadt, Little Rock, auf die High School. Danach besuchte er die University of Arkansas. 2015 gewann er den John Mackey Award, eine Auszeichnung für den besten Tight End im College Football. Am 4. Januar 2016 verkündete er, dass er am NFL-Draft 2016 teilnehmen wird.

## NFL
Henry wurde im NFL-Draft 2016 in der zweiten Runde an 35. Stelle von den San Diego Chargers ausgewählt. Am 2. Juni 2016 unterschrieb er einen Vierjahresvertrag bei den Chargers. Am vierten Spieltag der Saison 2016 gelang ihm sein erster NFL-Touchdown im Spiel gegen die New Orleans Saints. Insgesamt erzielte er acht Touchdowns in seiner Rookie-Saison.
Im März 2021 unterschrieb Henry einen Dreijahresvertrag über 37,5 Millionen Dollar bei den New England Patriots. Im März 2024 verlängerte Henry seinen Vertrag in New England um drei weitere Jahre.